# Fox Business Network
Pour les articles homonymes, voir FBN.
Fox Business Network (FBN), également connue sous le nom de « Fox Business », est une chaîne payante américaine de télévision par câble et par satellite appartenant à la division Fox Entertainment Group, de 21st Century Fox jusqu’en 2019 et la scission avec Disney. Le réseau traite des actualités sur l'économie et les finances. Les opérations quotidiennes sont dirigées par Kevin Magee, vice-président exécutif de Fox News, et Neil Cavuto (en) gère le contenu et la couverture des nouvelles sur l'économie.
En février 2015, Fox Business Network était accessible à environ 80 millions de ménages américains. 
L’animatrice de la chaîne Fox Business Trish Regan est licenciée par sa direction après avoir défendu avec virulence l'idée que l'épidémie de Covid-19 était un complot démocrate dirigé contre Donald Trump.